# Giovanna Filippini
Giovanna Filippini (Cattolica, 17 gennaio 1952) è una politica italiana.

## Biografia
Esponente del Partito Comunista Italiano, è attiva in Romagna. Viene eletta alla Camera dei deputati nelle file del PCI nel 1983, venendo poi confermata anche alle elezioni politiche del 1987. Si dimette da deputata nel giugno 1990 dopo essere stata eletta consigliera regionale in Emilia-Romagna.
Dal 1995 al 1999 è consigliera comunale a Rimini per il PDS.